# Olympische Jugend-Sommerspiele 2018/Teilnehmer (Slowakei)
| Gelbes Symbol für Goldmedaillen mit stilisierten Olympischen Ringen | Graues Symbol für Silbermedaillen mit stilisierten Olympischen Ringen | Braundes Symbol für Bronzemedaillen mit stilisierten Olympischen Ringen |
| ------------------------------------------------------------------- | --------------------------------------------------------------------- | ----------------------------------------------------------------------- |
| 1                                                                   | 1                                                                     | 1                                                                       |

Die Jugend-Olympiamannschaft aus der Slowakei für die III. Olympischen Jugend-Sommerspiele vom 6. bis 18. Oktober 2018 in Buenos Aires (Argentinien) bestand aus 33 Athleten.

## Athleten nach Sportarten

### Boxen
Mädchen
- Jessica Triebeľová
Federgewicht: 5. Platz

### Futsal
Jungen
- 7. Platz
- Kevin Kollar
- Tibor Boháč
- Jakub Filip
- Marek Kuruc
- Kristian Medon
- Rastislav Moravec
- Jozef Koricina
- Matus Slehofer
- Sebastian Baco
- Matus Sevcik

### Gewichtheben
Jungen
- Sebastian Cabala
Leichtgewicht: 6. Platz

### Judo
Jungen
- Alex Barto
Klasse bis 81 kg: 5. Platz
Mixed: 9. Platz (im Team Seoul)

### Kanu
Mädchen
- Emanuela Luknárová
Kajak-Einer Slalom: Gold 
Kajak-Einer Sprint: 17. Platz
Kanu-Einer Sprint: 17. Platz
Kanu-Einer Slalom: Bronze
- Katarína Pecsuková
Kajak-Einer Sprint: Silber 
Kajak-Einer Slalom: 5. Platz

### Karate
Jungen
- Tomáš Kosa
Kumite über 68 kg: 7. Platz

### Leichtathletik
| Mädchen - Lenka Kovačovicová 100 m: 22. Platz - Viktória Forster 200 m: 14. Platz - Michaela Vrecková Kugelstoßen: 15. Platz | Jungen - Oliver Murcko 200 m: 7. Platz - Andrej Paulíny 1500 m: 9. Platz - Ľubomír Kubiš 5 km Gehen: 6. Platz |

### Radsport
Jungen
- Lukáš Kubiš
- Tomáš Meriač
Kombination: 19. Platz

Mixed
- Radka Paulechová
- Patrik Nagy
BMX Rennen Kombination: 15. Platz

### Schießen
Jungen
- Jerguš Vengrini
Luftpistole 10 m: 15. Platz
Mixed: 14. Platz (mit Lu Kaiman  Volksrepublik China)

### Schwimmen
| Mädchen - Tamara Potocká 50 m Freistil: 25. Platz 100 m Freistil: 33. Platz 50 m Schmetterling: 8. Platz 100 m Schmetterling: 28. Platz 200 m Lagen: 22. Platz - Miroslava Záborská 50 m Brust: 32. Platz 100 m Brust: 39. Platz 200 m Brust: 19. Platz | Jungen - Matej Duša 50 m Freistil: 17. Platz 50 m Schmetterling: 45. Platz - Dávid Gajdoš 50 m Brust: 24. Platz 100 m Brust: 24. Platz |

### Sportklettern
Jungen
- Peter Kuric
Kombination: 19. Platz

### Tischtennis
Mädchen
- Tatiana Kukulkova
Einzel: 25. Platz
Mixed: 25. Platz (mit Rohit Pagarani  Belize)